# 處女殺手
《Virgin Killer》（有譯「處女殺手」）是德國著名重金屬搖滾樂隊蝎子樂隊的第四張音樂專輯，1976年發行，是樂隊的第一張在歐洲以外受到廣泛關注的專輯。乐队表示，专辑名称代指的是时间，因为时间是“纯洁杀手”。專輯的初始CD封面是一個裸體的未成年少女，在美國和其它地方引起了很大的爭議，隨後被迫用另一個封面代替。
2008年12月，专辑的封面再次引起了大范围的争论。英国网络观察基金会以“可能违反”现行英国儿童保护法为理由，将网络百科全书维基百科中一些与《处女杀手》有关的页面列入其互联网黑名单中。这使得英国的大量用户无法编辑维基百科，同时引起了公众对网络观察基金会这一决定的广泛争论。数天之后，网络观察基金会将维基百科的页面从黑名单中删除。

## 歌曲列表

### A面
1. "Pictured Life" (Meine, Roth, Schenker)  – 3:21
2. "Catch Your Train" (Meine, Schenker)  – 3:32
3. "In Your Park" (Meine, Schenker)  – 3:39
4. "Backstage Queen" (Meine, Schenker)  – 3:10
5. "Virgin Killer" (Roth)  – 3:41

### B面
1. "Hell Cat" (Roth)  – 2:54
2. "Crying Days" (Meine, Schenker)  – 4:36
3. "Polar Nights" (Roth)  – 5:04
4. "Yellow Raven" (Roth)  – 4:58

## 網絡封殺
2008年，英國非政府民間組織的网络观察基金会（IWF），把維基百科的「Virgin Killer」列入了黑名單因為英文維基百科的這個條目合理使用了這張專輯的初始封面，所以英國的六家主要的互聯網供應商開始封殺維基百科的這個條目，禁止瀏覽。不過對維基百科的封殺同樣引起很大爭議，最終IWF於兩天後同意將網站從黑名單中移除，各網絡供應商也隨之對維基百科解除封鎖。

## 外部連結
- 蝎子樂隊官方網站關於此專輯的介紹